# Cantonul Tullins
Cantonul Tullins este un canton din arondismentul Grenoble, departamentul Isère, regiunea Rhône-Alpes, Franța.

## Comune
- Cras
- Montaud
- Morette
- Poliénas
- Quincieu
- La Rivière
- Saint-Paul-d'Izeaux
- Saint-Quentin-sur-Isère
- Tullins (reședință)
- Vatilieu